# پیر لولانگ

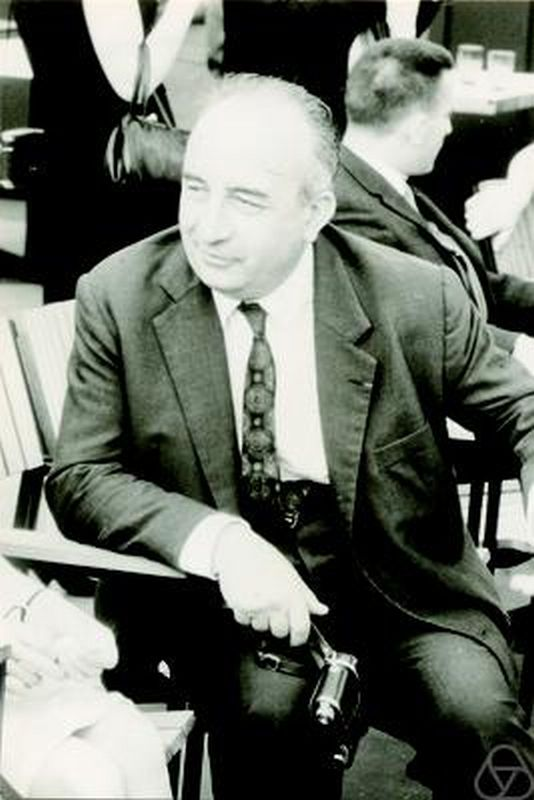
نگارهٔ پیر لولانگ، ریاضی‌دان فرانسوی - ۱۹۶۷

پیر لولانگ (به فرانسوی: Pierre Lelong) (زاده ۱۱ مارس ۱۹۱۲- درگذشته ۱۲ اکتبر ۲۰۱۱ در پاریس) ریاضی‌دان اهل فرانسه بود.

## زندگی و کارنامه
لولانگ به‌دلیل معادلهٔ «پیکار-لولانگ» و «عدد لولانگ» به‌شهرت رسید. زمینهٔ کاری او به ویژه نظریه پتانسیل و آنالیز چند متغیره مختلط بود و مفاهیم فراوانی را در این زمینه ها همچون تابع‌های چندگانه زیرهارمونیک (Plurisubharmonic) معرفی نمود و در دهه ۱۹۵۰ مطالعه متریک مجموعه های تحلیلی مختلط را بنیان نهاد. وی از سال ۱۹۵۴ تا پایان عمر استاد دانشگاه پاریس بود. او در آن‌جا سمینارهای آنالیز را رهبری می‌کرد.